# Horizontierung
Horizontieren und Zentrieren nennt der Geodät den Vorgang nach der Aufstellung des Stativs, auf dem der Theodolit oder das Tachymeter genau über dem Vermessungs- oder Festpunkt fixiert wird. Das Instrument ist zentriert, wenn die Verlängerung der lotrechten Stehachse durch die Bodenmarke des Festpunkts verläuft.
Die Zentrierung des Instrumentes wird mit Hilfe von Loten durchgeführt:
- Lotstab
- Schnurlot
- optisches Lot
- Laserlot

Die Grobhorizontierung des Instrumentes erfolgt mit der Dosenlibelle, danach die Feinhorizontierung mit der Röhrenlibelle am Theodolit (Alhidadenlibelle). Wenn deren Genauigkeit (2–5″ bei Parswerten um 20″) nicht ausreicht, kann eine Reiterlibelle auf die Kippachse des Instruments aufgesetzt werden.
Bei Nivellierinstrumenten mit Neigungskompensator ist nur eine Grobhorizontierung nötig, die mit der Dosenlibelle erfolgt.
Eine genaue Horizontierung ist auch bei vielen anderen Messinstrumenten erforderlich, z. B. in der Astrometrie, beim Gravimeter, bei Lasern oder im Kanal- und Wasserbau. Sie kann auch durch eingebaute Neigungssensoren (1- oder 2D), einen pendelnden Höhenkompensator, durch Setzlibellen oder bei Spezialaufgaben durch eine Schlauchwaage erfolgen.